# سید جعفر حجت کشفی
سیدجعفر حجت کشفی (فرزند سید میر محمد کشفی) نماینده معمم از حوزه انتخابیه (استهبان / نی‌ریز) استان فارس در اولین دوره مجلس شورای اسلامی بود. کشفی متولد ۱۳۲۵ در استهبان است. او توانست در اولین دوره انتخابات مجلس شورای اسلامی با کسب ۵۵٫۱۰ درصد ارا برابر با ۲۸٬۷۴۸ رای به مجلس شورای اسلامی راه یابد. وی از شاگردان سید محمدباقر صدر و سید ابوالقاسم خویی است.
او پس از پایان دوره نمایندگی به عنوان رایزن فرهنگی ایران در سوِئد انتخاب شد. در حال حاضر مدیر کارگاه هنری آستان معصومه است. کشفی همچنین بنیانگذار موزه شهدا در تهران و رئیس کتابخانه آستان معصومه در قم نیز می‌باشد.
ایشان همچنین عضویت در هیئت علمی همایش کتاب آرایی دینی در فرهنگ و تمدن اسلامی را در سوابق خود دارند.

## تالیفات
- تجلی خط ثلث در سروده‌های پارسی -مجمع ذخائر اسلامی در سال ۹۲[۵]
- دلیری در سیاقت هنر-نشر مجمع ذخائر اسلامی در سال ۱۳۹۳[۶]
- رساله شیرازیه -سفرنامه-مجمع ذخائر اسلامی ۱۳۸۶
- کلک نگارین: مجموعه مقالات و یادداشتها (سفرنامه، طنز، سیاسی، اجتماعی) -مجمع ذخائر اسلامی (۲۰۱۲)[۷]